# Käte Klötzer
Käte Klötzer (geb. Stammberger; * 14. August 1943 in Sonneberg; † 2. Januar 2014 in Bad Kösen) war eine deutsche Spielzeug-Designerin.

## Leben und Werk
Käte Stammberger, seit ihrer Heirat Klötzer, studierte von 1960 bis 1963 in der Fachrichtung Textilspielzeug an der Fachschule für Spielzeug Sonneberg. Der Abschluss des Studiums entsprach einer Ingenieursausbildung. Danach arbeitete sie bis 1988 im VEB Puppenwerkstätten Bad Kösen als Spielzeuggestalterin, von 1972 bis 1974 als Leiterin der Forschungs- und Entwicklungsabteilung. Das Unternehmen trug ab 1969 den Namen VEB Kösener Spielzeug und heißt heute Kösener Spielzeugmanufaktur. Es entstand 1953 durch die Verstaatlichung der Puppenmanufaktur von Käthe Kruse.
Von 1967 bis 1968 war Käte Klötzer Gasthörerin bei Lothar Zitzmann und von 1992 bis 1979 machte sie ein externes Studium an der Hochschule für Industrielle Formgestaltung Halle – Burg Giebichenstein. Sie war bis 1990 Mitglied des Verbands Bildender Künstler der DDR.
Um 1966/1967 entwickelte Käte Klötzer eine Serie Tier-Handpuppen, die komplett aus Textilien gefertigt waren. Diese Serie wurde jedoch bereits 1968 durch einen neuen Entwurf des Bulgaren Serafim Serafimow abgelöst.
Käte Klötzer hatte die Söhne Peter und Günter Klötzer.

## Von Käthe Klötzer designtes Spielzeug (Auswahl)
- Papagei (um 1967, Handpuppe, Filz, genäht; Augen aus Kunststoff)[2]

## Ausstellungen (mutmaßlich unvollständig)

### Einzelausstellungen
- 1982: Bad Kösen, Romanisches Haus ("Spielmittel")
- 1986: Leipzig, Galerie Theaterpassage (mit Wolfgang Henne)

### Teilnahme an Gruppenausstellungen
- 1982/1983 und 1987/1988: Dresden, IX. und X. Kunstausstellung der DDR
- 1996: Weißenfels, Schloss Neu-Augustusburg („Sachsen-Anhalt Süd. Kunst an Saale, Unstrut, Elster“)
- 2008: Donauwörth, Käthe-Kruse-Museum („Käthe Kruse in der Ostzone - Spielzeug aus der DDR und nach der Wende“)[3]